# Jesús Tomelloso
Jesús Tomelloso (27 de junio de 1957, Albacete, España) es un filósofo, escritor y fotógrafo español. Es principalmente conocido por su edición de libros de texto para educación secundaria. Su trabajo como fotógrafo se centra en el campo del paisajismo.

## Biografía
Nace el 27 de junio de 1957 en Albacete. Obtiene su grado en filosofía por la Universidad Complutense de Madrid en 1979, y más tarde su máster en filosofía en 1982.
Publica su primer libro de texto para la editorial Grupo Anaya en 1986, y más tarde en 1988, 1990, 1992 y 1994 continúa su publicación en el Grupo SM. En el año 1998 inicia su carrera como fotógrafo amateur, participando en numerosos concursos locales. En el año 2008 publica un blog, "Filosofía para la ESO", en el que elabora resúmenes y explicaciones de los temas más complicados para los estudiantes.
Actualmente reside en Madrid.